# Whisper
Whisper, conocida en España como “Hellion, el ángel caído”, en Argentina como: “Susurros de terror”, en México como: “El hijo del diablo” y en Venezuela como: “Poseído”, es una película de suspenso dirigida por Sterward Hendler, en la que participan Josh Holloway y Sarah Wayne Callies.

## Argumento
Después de ser liberado de la cárcel, el convicto Max Truemont (Josh Holloway) y su prometida Roxanne (Sarah Wayne Callies), desean tener un nuevo comienzo mediante la puesta en marcha de un pequeño restaurante propio. Sin embargo, el banco se niega a prestarles 50.000 dólares para abrir el negocio y, sin alternativas, Max acepta la invitación de su excompañero, Sydney, y su socio, Vince, a participar en el secuestro de David, un niño de ocho años de edad (Blake Woodruff), hijo de una mujer muy rica de Nueva Inglaterra, bajo el mando de un misterioso personaje detrás del secuestro. Después del secuestro exitoso del niño, el grupo aguarda instrucciones del rescate en un escondite aislado. Sin embargo, a medida que comienzan a sospechar unos de otros, Max se da cuenta de que el chico no es tan inocente como parecía. El niño domina los personajes de la película para matarse unos a otros.
Al final se ve que el misterioso personaje era la madrastra del chico. Ella le dice a Max que el niño secuestrado es un demonio. Él puede sugerir o “susurrar” ideas a los individuos. La mujer (madrastra) le ruega a Max matar al niño en su nombre. Ante la negativa de Max, ella se suicida de un disparo en la cabeza. Al final Max mata a David, pero pierde a su prometida Roxanne, ya que él la mató accidentalmente creyendo que le disparó al niño.
Una vez que Max se marcha del refugio, y fuese a la ciudad, se acerca a un hombre vestido de Santa Claus en un centro comercial y le entrega un maletín. Cuando él abre el maletín ve, incrédulo, un montón de billetes: sin saberlo, ha recibido la cantidad que cobró Max por secuestrar a un ángel caído.

## Reparto
- Josh Holloway como Max Truemont.
- Blake Woodruff como David.
- Joel Edgerton como Vince Delayo.
- Sarah Wayne Callies como Roxanne.
- Dulé Hill como el Detective Miles.
- Michael Rooker como Sydney Braverman.